# Manfred Korfmann
Manfred Osman Korfmann (* 26. April 1942 in Köln; † 11. August 2005 in Ofterdingen bei Tübingen) war ein deutscher prähistorischer Archäologe. Er war Professor am Institut für Ur- und Frühgeschichte der Universität Tübingen. Seine Forschungsschwerpunkte lagen auf der Kupfer- und Bronzezeit in Anatolien sowie den Fernwaffen Bogen und Schleuder. Große Bekanntheit erlangte er als Grabungsleiter an dem Ort, der seit Frank Calvert und Heinrich Schliemann als Troia bezeichnet wird und auch als Geburtsstätte der deutschen wissenschaftlichen Archäologie gilt.

## Leben und Werk

### Beruflicher Werdegang
Korfmann begann nach dem Abitur 1961 zuerst eine Lehrerausbildung für Englisch und Geschichte. Als Schulassistent in Bait Dschala (Palästina) wurde sein Interesse für Archäologie durch Münzfunde geweckt. Daraufhin entschloss er sich zu einem Zweitstudium, von 1962 bis 1970 studierte er Ur- und Frühgeschichtliche sowie Provinzialrömische Archäologie und Alte Geschichte an der Universität Frankfurt und der American University of Beirut; 1970 erfolgte seine Promotion in Frankfurt. 1971/72 war er Wissenschaftlicher Mitarbeiter an der Universität Frankfurt beim Projekt Afrika-Kartenwerk der DFG. Danach arbeitete er von 1972 bis 1979 als Wissenschaftlicher Referent am Deutschen Archäologischen Institut, Abteilung Istanbul u. a. mit Ausgrabungen in Demircihüyük, 1979 bis 1982 war er Wissenschaftlicher Mitarbeiter beim DAI Berlin. 1980 habilitierte er sich und wurde Privatdozent an der Universität Frankfurt. Von 1982 bis zu seinem Tode war er Professor für Ur- und Frühgeschichtliche Archäologie an der Universität Tübingen.

### Ausgrabung in Troia
Seit 1988 leitete Korfmann die Ausgrabungen in Troia. Während der Grabungskampagne wurden unter seiner Leitung insgesamt 13.240 Quadratmeter Boden von 370 Wissenschaftlern und ihren Helfern ausgegraben. Seit Heinrich Schliemanns Arbeit vor Ort ist Troia in seiner kulturellen und historischen Bedeutung innerhalb der Forschung umstritten. Daher stand auch Korfmann 2001/02 wegen seiner Interpretation der Ausgrabungsbefunde im Zentrum einer Debatte, welche die gesamte deutschsprachige Altertumswissenschaft erfasste. Erst 1993 hatte Korfmann sich der Schliemannschen Interpretation angeschlossen, wonach Homers Ilias im Kern tatsächlich Ereignisse beschreibe, die an diesem Ort stattgefunden hätten. 1994 nahm der Münchner Geophysiker Helmut Becker geomagnetische Messungen des Erdwiderstands vor und interpretierte das Ergebnis als Hinweis auf ein unerwartet großes Areal einer ausgedehnten „Unterstadt“ unterhalb der Akropolis. Daraufhin zeigte sich Korfmann überzeugt, „dass Troia sicher eine der größten Städte im weiten Umkreis“ gewesen sei, und brachte die Stadt später in Zusammenhang mit der in hethitischen Quellen erwähnten Metropole Wiluša: Diese sei identisch mit dem homerischen „(W)Ilion“ (= Troia).
Diese Deutung der Ergebnisse blieb besonders bei Althistorikern nicht unwidersprochen. Wortführer der Kritiker war der ebenfalls in Tübingen lehrende Professor Frank Kolb. Kernpunkt des Streits (Tübinger Troja-Debatte), bei dem Korfmann bald auch Angriffen auf seine wissenschaftliche Redlichkeit ausgesetzt war („Däniken der Archäologie“), war die Frage nach der wirklichen Größe und Bedeutung des bronzezeitlichen Troia. Daran schlossen sich methodische und wissenschaftstheoretische Fragen über das Verhältnis der Archäologie zur Alten Geschichte an. Korfmann versuchte vor allem auf der archäologisch-praktischen Ebene, d. h. durch den Fortgang der Grabungen, seine Thesen zu untermauern; ein endgültiger Beweis gelang ihm selbst nicht. Er starb während der Kampagne 2005, die er noch konzipierte, aber nicht mehr selbst durchführen konnte. Bereits die Kampagne 2006 brachte nach Ansicht der Ausgräber die Bestätigung der Existenz des Befestigungsgrabens im Osten der Unterstadt mit Richtungswechsel nach Norden. Die Kontroverse um die Deutung der Grabungsbefunde und die Bedeutung des bronzezeitlichen Troja hält aber auch nach Korfmanns Tod an.

### Verdienste und Projekte
1996 erreichte der Archäologe die Errichtung des Historischen Nationalparks Troia und zwei Jahre später wurde Troia zum UNESCO-Weltkulturerbe deklariert. Außerdem regte Korfmann dort ein Museum für bisher weltweit verstreute Troia-Funde an. Obgleich der türkische Staat ihm viele Hilfen einräumte, beklagte Korfmann (allerdings nur leise), dass weder der Nationalpark ausreichend geschützt werde noch die Erbauung des angekündigten Troia-Museums begonnen wurde. Der fließend Türkisch sprechende Wissenschaftler hatte 2003 aus Verbundenheit zur Türkei und ihrer Bevölkerung die türkische Staatsangehörigkeit und den Zweitnamen »Osman« angenommen; Korfmanns Interpretation seiner Grabungsbefunde wurde dabei von türkischen Politikern vielfach begrüßt und instrumentalisiert. 17 Jahre lang konnte er seine Grabungskampagnen in und um Troia durchführen. Es gelang ihm dadurch, den politischen Mythos der antiken Stadt wieder neu aufleben zu lassen.
Aufgrund seiner Initiative fand 2001/2002 in Stuttgart, Braunschweig und Bonn eine große und publizistisch vielbeachtete Troia-Ausstellung statt, „Troia – Traum und Wirklichkeit“. Sie wurde von ca. 800.000 Menschen besucht und stellte den Ausgangspunkt der bereits erwähnten heftigen Forschungsdiskussion dar.
Neben seinen Ausgrabungen in Troia wandte sich Korfmann auch anderen Ausgrabungsstätten wie etwa im Kaukasus zu (Georgien: Didi Gora, Udabno).
Am 24. Februar 2007 wurde zu Ehren Manfred Osman Korfmanns seine der Universität Çanakkale überlassene Privatbibliothek von über 5000 Bänden eröffnet. Sie soll künftigen türkischen Troia-Spezialisten zur Verfügung stehen und wird in einem eigens hierfür renovierten Haus untergebracht.

## Auszeichnungen und Mitgliedschaften
- 1979 Korrespondierendes Mitglied des Deutschen Archäologischen Instituts (Berlin)
- 1994 Max-Planck-Forschungspreis, gemeinsam mit Charles Brian Rose, University of Cincinnati
- 1996 Auswärtiges Mitglied der Georgischen Akademie der Wissenschaften (Tiflis)
- 1997 Auswärtiges Ehrenmitglied des Archaeological Institute of America
- 1998 „Wirkliches Mitglied“ des Österreichischen Archäologischen Instituts (Wien)
- 2001 Preis der Helga und Edzard Reuter-Stiftung[3]
- 2002 Erstes ausländisches Ehrenmitglied im Berufsverband der Archäologen der Türkei (Ankara)
- 2002 Ehrenpromotion, Universität Çanakkale (Türkei)
- 2002 Verdienstmedaille der Staatlichen Universität Tiflis (Georgien)
- 2002 Verdienstorden des Landes Baden-Württemberg
- 2005 Mitglied der Akademie der Wissenschaften der Republik Türkei (Ankara)

## Schriften (Auswahl)
- Schleuder und Bogen in Südwestasien. Von den frühesten Belegen bis zum Beginn der historischen Stadtstaaten, Habelt, Bonn 1972 (Antiquitas, Reihe 3, Band 13), ISBN 3-7749-1227-0.
- Tilkitepe. Die ersten Ansätze prähistorischer Forschung in der östlichen Türkei, Wasmuth, Tübingen 1982 (Istanbuler Mitteilungen, Beiheft, Band 26), ISBN 3-8030-1725-4.
- Demircihüyük. Architektur, Stratigraphie und Befunde, Zabern, Mainz 1983, ISBN 3-8053-0567-2.

- Manfred O. Korfmann (Hrsg.), Troia. Archäologie eines Siedlungshügels und seiner Landschaft. Verlag Philipp von Zabern, Mainz 2006, 420 S. mit 82 farb. und 320 sw-Abb., ISBN 3-8053-3509-1.